# رانچو
رانچو يا رونچو (به اسپانیایی: Runchu و به زبان کچوا به معنای اپوسوم زیرک) یک کوه در رشته كوه‌هاي آند پرو است که در Peru, Lima Region واقع شده‌است. رانچو ۵٬۱۶۵ متر بالاتر از سطح دریا واقع شده‌است.